# Karl von Spohn
Karl Ritter von Spohn (* 26. Dezember 1812; † 30. April 1890) war langjähriger Leiter der k.k. Bezirkshauptmannschaft in St. Pölten.

## Ausbildung und Beruf
Spohn wurde am 26. Dezember 1812 geboren. Vom 31. August 1868 bis kurz vor seinem Tod am 30. April 1890 war er Leiter der k. k. Bezirkshauptmannschaft in St. Pölten. Zu dieser Zeit zählte auch noch die heutige Statutarstadt St. Pölten zum Bezirk. Zuvor war er Statthaltereirat und Bezirksvorsteher in Krems.
Er gilt daher als erster Bezirkshauptmann im Bezirk St. Pölten und er hatte die längste Amtszeit.
1866 wurde er mit dem Orden der Eisernen Krone III. Klasse ausgezeichnet und 1882 entsprechend der Ordensstatuten in den Ritterstand erhoben.
Karl Ritter von Spohn war k. k. Hofrat sowie Ehrenbürger von St. Pölten und liegt in einem Ehrengrab am Hauptfriedhof St. Pölten.